# 放浪息子
『放浪息子』（ほうろうむすこ 英題: Wandering Son）は、志村貴子による漫画作品。『コミックビーム』にて2002年12月号から2013年8月号まで連載された。単行本はエンターブレインから全15巻刊行。性自認に揺らぎを抱える二人の主人公・高槻よしのと二鳥修一の、葛藤や恋愛を経て成長してゆく小学生から高校生までの姿を描く。また、二人の友人や家族など周囲の多くの登場人物の思春期を描いた群像劇でもある。トランスジェンダーや異性装（男の娘）をテーマとし淡々としながらも温かみのある独特の筆致で描いている。
フジテレビ「ノイタミナ」枠にてテレビアニメ化され、2011年1月から同年3月まで放送された。

## あらすじ
「女の子になりたい男の子」である二鳥修一は、転校先の小学校で、背が高くてかっこいい女の子高槻よしのと出会う。最初は女の子になりたいという気持ちを隠し通していた修一だったが、クラスメイトの千葉さおりに偶然女装しているところを見られてしまう。かねてから修一に好意を持っていたさおりは、それ以来彼を積極的に女装させたがるようになり、誕生日にワンピースを贈る。
ある日、遊びに来たよしのに部屋に置いてあったワンピースを発見されてしまい、修一は困惑する。だが、よしのもまた「男の子になりたい女の子」であり、時折男装して遠くの街へ出ているのだった。お互いの秘密を知った2人は、修一がセーラー服を、よしのが学ランを着て、遠くの街で遊ぶことになる。
2人は成長による体の変化に悩み、周囲とのすれ違いに傷つきながらも自分の生き方を模索していく。
単行本15巻のうち、第1-4巻（第1-33話）は小学生編、第5-12巻（第34-96話）は中学生編、第12-15巻（第97-123話）は高校生編となっている。第1話のサブタイトルである「ぼくは、おんなのこ」は、志村のコミックビームへのデビュー作短編（2004年に刊行された単行本『ぼくは、おんなのこ』収録）と同名であり、この短編は主人公が脚本を書く劇中劇として作中に登場している。

## 登場人物

### 主人公
二鳥修一（にとり しゅういち）
声 - 畠山航輔
主人公。女の子になりたい男の子。愛称は「シュウ」や「にとりん」。一人称は「ぼく」。父（博之）、母（さとみ）、姉（真穂）の四人家族。二人姉弟の弟で長男。
連載開始時は小学5年生で10歳。お菓子作りが得意。普段はとても大人しく優しい性格で、他人に逆らうこともほとんどないが、たまに周囲が驚くような思い切った行動に出る。
女装姿は普通の女の子より可愛らしく、男であることを見破られないばかりか、男に惚れられたことすらある。よしのと出会った事で、自身の内面にある「女の子になりたい」という願望をはっきりと自覚し、男装したよしのと異性装デートを繰り返すようになる。
よしのやさおりのいる学校に転入してきてクラスメイトとなる。よしのとの関係をクラスの男子に冷やかされたことが引き金になって、よしのへの恋心に気づき告白するが、よしのは友達と思っていた修一に告白されたことに戸惑い断ってしまう。さらによしのに告白した直後にさおりにも告白されたことから3人の友人関係が悪化。よしのとさおりが大喧嘩した余波で一時、修一も2人とは疎遠になってしまうのだが中学校入学後仲直りをした。入学直後は部活動はしていなかったが、1年生の文化祭で劇の脚本が評価され、さおりと共に演劇部に部員としてスカウトされ入部した。
女の子の友達が多く、同性との付き合いは苦手。可愛い女の子に強い憧れを持っており、中学入学後に安那に交際を申し込み、付き合い始める。しかし、中学2年生になってから、男子の制服を着て学校に登校し始めた千鶴とよしのに触発されて、ついに女子の制服を着て登校してしまった。学校では大騒ぎになり、安那にも別れを切り出されてしまった。一時、不登校になるが友人たちに励まされ再び登校するようになるも、遂に自身に訪れた声変わりにショックを受ける。しかし、中学3年生に進級してからも度々女装をし、一時疎遠となった安那とも再び交際を始める。高校受験でさおり・よしのと同じ高校を受験したが、三人の中で一人だけ不合格になり、誠たちと共に男子校に進学することになった。高校入学後に喫茶店で女装したまま姉の真帆の名前でアルバイトを始める。学校では文弥の後輩になり、合唱部に誠と共に入部した。
高槻よしの（たかつき よしの）
声 - 瀬戸麻沙美
もう一人の主人公。男の子になりたい女の子。修一の友人。父、母、姉、兄の五人家族。三人兄妹の末っ子で次女。
連載開始時は小学5年生で修一と同学年。負けん気は強いが、根はナイーブかつ優柔不断な性格で、くじけやすい。小学生時代には男子の集団相手に一歩も引かない強い意志を露にすることもあったが、成長するにつれ弱気なふるまいを見せることが多くなる。
すらりと背の高いハンサムな女の子。女子からは「高槻くん」と呼ばれている。転入してきた修一が隣の席になり、最初に仲良くなったクラスメイトである。修一が女の子になりたい男の子だと気付き、男装して女装した修一と倒錯的なデートを繰り返すようになる。小学6年生、中学1年生時も修一と同じクラスになる。中学2年生では別のクラスになったが、3年生では再び同じクラスになる。中学校に入ってからは千鶴に誘われたこともあり、女子バスケット部に所属している。男子からからかわれることの多い修一や、クラスの中で孤立しているさおりを庇うことが多いが、修一を好きなさおりからは、よしのを嫌悪する言葉を投げかけられてしまう。
「かわいい格好」をさせたがる母や、宝塚歌劇団に入って欲しいという父に対して複雑な感情を抱いている。小学生時代は、普段から男の子のような格好をしており、スカートを履くのが嫌いだった。中学では男装をする勇気がなくスカートを履いて登校していたが、千鶴が男子の制服を着てきたことに刺激されて、学ラン登校に踏み切ったことがある。
いわゆるボク少女ではなく、「私」という一人称を気に入って使っている。また同年代の男の子に嫌悪感と対抗意識が入り交じった感情を持っており、女の子の友達が多い。生理や胸の膨らみなど、成長して女らしくなっていく自分に悩み、女である自身を受け入れられずにいる。女装した修一との初デート時に初潮を迎え、その際には修一に助けてもらった。
よしの自身が成長するにつれ、周囲から魅力的な美少女と見られるようになり、男子からは何度も告白されるが、それをどう受け止めるべきか悩む。周囲の同級生たちが恋愛を経験しているのに、自身には初恋すらないことに複雑な感情を抱いていたのだが、中学3年生になってから自身の進路相談を担任の兼田先生にするうちに兼田先生に対して淡い恋愛感情を抱くようになってくる。兼田先生にナプキンを購入するところを見られて恥ずかしがったり、修一と一緒にいるところをデートと勘違いされた際に必死に否定するなど、初めての感情に戸惑いを隠せない。結局、先生に気持ちは伝えないまま中学校を卒業して、さおりと共に私服通学の出来る高校に入学する。

### 2人の友達
千葉さおり（ちば さおり）
声 - 南里侑香
修一たちの友人。通称「さおりん」。兄弟はなく、一人っ子の長女。
連載開始時は小学5年生で、修一と同学年で同じクラス。6年生時は1人だけ別のクラスになってしまうが、中学1年生時は同じクラス。よしのと同じく2年生時は修一と別クラスになったが3年生時は再び同じクラスになった。
情緒不安定な性格で、独特の感性の持ち主。周囲の目を気にしない自己中心的な行動が目立つため、一部の女子からは嫌われているが、容姿端麗なことから男子からは人気がある。普段はおとなしいが、感情的になると過激な行動に走る“デンジャラスビューティー”。修一に強く執着しており、彼の性癖をからかわれると本人の代わりに相手に激情をぶつける事が多い。桃子とは不仲で、千鶴のことも嫌っている。
内心ではよしののことを大切な友人だと信じているものの、よしのに対して嫉妬心を抱いており、素直に向き合うことができない。修一とよしのがクラスの噂になった際、修一に告白するが、同じ日に修一はよしのに告白しており、ふられる形となってしまう。中学入学後はかなこに誘われる形でバレー部に入部するが、入学直後のさおりとよしのは冷戦状態にあり、よしのと共に女子バスケット部に誘われていたかなこがさおりとよしのの衝突を回避するために敢えてバレー部に（さおりと共に）入部した。
中学1年の文化祭の終了後、演劇部にスカウトされる形でバレー部を辞めて修一と共に演劇部に入る。しかし、修一が安那と付き合っているのを知ってショックを受け、学校に行かなくなる。そんな中、よしのに繰り返し仲直りを持ちかけられ、彼女への嫉妬心が次第に好意へと変わってゆく。さおりは学校に再び通い始め、よしのと親しく付き合うようになるが、修一への未練を隠すことができない。そんな中、中学3年生のクリスマスにかねてから好意を寄せられていた文弥に交際を申し込まれ、付き合うことになった。高校はよしのと共に私服通学の学校に通う。
佐々かなこ（ささ かなこ）
声 - 南條愛乃
修一たちの友人。通称「ささちゃん」。彼女の弟と千鶴は「カナブン」と呼んでいる。2人姉弟の姉で長女。
連載開始時は小学5年生で、修一と同学年で同じクラス。6年生時、中学1年生時、2年生時も続けて修一と同じクラスになった。
小柄な外見と天真爛漫な性格で、幼い印象のある女の子。頭を使うと頭がかゆくなり、交換日記はすぐ忘れてしまい長続きしない。メンバーの中では数少ない常識人で、事あるごとに関係がギクシャクする周囲の仲を取り持つために苦労する。よしのとは幼稚園以来の幼馴染で、何かと周囲の人間から浮きがちなさおりからも好かれている。中学生になってからは千鶴と親しくなった。よしのの男装癖や修一の女装癖を知っても2人にそれ以前と変わらぬ態度で接し、それをからかうような周囲の視線に怒りを見せるなど2人に対する友情と理解は深い。身体は小さいがパワーがあり、中学1年のマラソン大会では学年の女子で1番になった（2番は千鶴）。中学入学後も身体的な成長ではよしの・さおりに比して遅れていたのだが中学3年生時にようやく初潮を迎えて2人に追い着いた。バレー部に所属している。高校は千鶴・桃子と同じ学校を受験して合格した。高校入学後は髪を下ろして少し大人っぽくなった。
有賀誠（ありが まこと）
声 - 井口祐一
3巻から登場。通称「マコちゃん」。修一が二宮文弥と親しくなるまでは、修一にとって唯一の「男の子のお友だち」だった。家族は父、母。兄弟はなく一人っ子。初登場時は小学6年生で、修一と同学年。実家はパン屋。
修一と同じ「女の子になりたい男の子」だが、修一とは対照的に「男の人が好きだから女の子になりたい」とはっきり自覚している。眼鏡をかけており、そばかすがある。自分の容姿が修一のように可愛らしくないことにコンプレックスを抱いている。
大人のかっこいい男性が好きで恋愛に憧れているロマンチスト。母譲りのおしゃべり好きで、大人びた口調で話す。聞き上手なため男女問わず仲が良く、傍観者的な立場を取ることが多い。さおりからは「あんた」呼ばわりされ、いい扱いをされていなかったが、文化祭でさおりのロミオ相手にジュリエット役を演じて以来、さおりの数少ない友人の一人になった。高校も修一と同じ男子校に入学し、合唱部に修一と共に入部。文弥の後輩になった。
更科千鶴（さらしな ちづる）
声 - 千葉紗子
5巻から登場。修一たちの友人である女の子。通称・一人称共に「ちーちゃん」。初登場時は中学1年生で、修一と同学年。実家はそば屋で桃子とは幼馴染。
気の向くままに男装をすることもあるが、男の子になりたいという願望は全くないと公言している。むしろ男装は趣味にしている。
修一やよしのたちとは別の小学校の出身で、実は実家のそば屋は小学生編でも背景に登場しており、お互いに存在は知らなかったのだが後に出会う伏線にはなっていた。長身長髪でスタイルが良く、モデルの麻衣子の大ファン。一人で渋い喫茶店に出入りするなど大人びた面と、子供っぽい言動を併せ持ち、思いつきに任せた突拍子もない行動で周囲をたびたび驚かす。
自他共に認める変わり者であるが、冷静な一面もあり、周囲から孤立することはない。裏表がなく好き嫌いがはっきりしているさおりに好感を示しているが、さおりからは嫌われている。よしのは、何事にも物怖じせず、自分のしたいままに生きる彼女に憧れを抱いている。高校は桃子・かなこと一緒に合格した。
白井桃子（しらい ももこ）
声 - 豊崎愛生
5巻から登場。通称「モモ」。千鶴の幼馴染で同じ小学校出身。中学校から修一やよしのと同じ学校になった。初登場時は中学1年生で、修一と同学年。
常に千鶴にくっついており、彼女のことが大好きなあまり、千鶴が他の女子と楽しげに話しているのを見るだけでも不機嫌になる程に嫉妬深い。また千鶴に対して不遜な態度を取るさおりとは犬猿の仲で、言葉を交わすたびにケンカになる。千鶴と部活が同じで触れ合う機会の多いよしのに対しても、いい印象を持っていない。高校は千鶴・かなこと同じ学校に合格した。

### 大人の友達
ユキ／吉田紘之（よしだ ひろゆき）
声 - 本田貴子
修一とよしのの大人のお友達。背の高い綺麗なお姉さんに見えるが、実はニューハーフ。しーちゃんの小学生時代の同級生で恋人。
よしのに興味を持っている節があり、男装したよしのをナンパしたことから修一とよしのに知り合うことになった。バーのママ。実家は制服屋「吉田洋品店」。母親と冷戦中で実家には長らく帰っていない。おしゃべりでいつも前向き。修一とよしののよき理解者で、2人を心の底から応援している。
なお、短編集『ぼくは、おんなのこ』に収録されている作品「花」の主役であり、こちらには母親以外の家族も出ている。実家の家族構成は父、母、兄、兄嫁（愛ちゃん）、特に兄と仲がよかった。テレビ出演の経験あり。佐田啓二のファン。
しーちゃん／椎名（しいな）
声 - 藤原啓治
2巻から登場。修一とよしのの大人のお友達。ユキの小学生時代の同級生で恋人。
基本的にはユキの傍らにいて修一とよしのを優しく見守っているが、よしのとの初対面時には男装した彼女をユキの浮気相手ではないかと疑い、女の子と気付かずに突然股間を鷲掴みにするなど、予想外の大胆な行動に出ることもある。
海老名泰一朗（えびな たいいちろう）
13巻から登場。女装を取材されていた修一とたまたまファーストフード店ですれ違ったことで知り合う。女装をする中年男性。みどりという幼い一人娘と一緒に、女装姿のまま時折街を出歩いている。
普段は銀行員をしていて、周囲には女装をすることは隠している。小学生の頃からきざしはあったが、本格的に女装をしたのは妻と死別して1年経ち、遺品を着用してみたことから。母親と同居しており、度々彼に見合い話を持ちかけている。
女装が似合わないことを自覚しており、世間体を考えつつ娘が小学生に上がる頃にはやめなければと思っているが、「ありのままの自分」とは何かと度々葛藤している。修一と知り合い、「女装していても世間体を守れそうな存在」である彼に複雑な感情を抱いている。

### お姉ちゃんとその友達
二鳥真穂（にとり まほ）
声 - 水樹奈々
修一の1つ年上の姉。連載開始時は小学6年生で、12歳。中学生、そして高校生になってからも修一と同じ部屋で寝起きしている。
弟とは対照的にとても強気。気分の浮き沈みが激しく、口が悪い。修一や理久に対しては、思い通りにならないとすぐ暴力に訴える傾向にある。アイドルの麻衣子の大ファンで、彼女に会うためにモデルになる。すぐに修一に自分の用事を押し付けようとし、きつく当たることが多いが、彼の性癖を知っても笑わずに慰めるなど思いやりも持っている。しかし初め自分に好意を抱いていた理久が女装した修一に恋をしたことがきっかけで、女の自分よりも可愛い修一が周囲の人たち（特に女性）から愛され過ぎることに嫉妬心を抱き、女装も止めさせようとする等、関係がぎくしゃくするようになってしまった。ただし、その可愛さが仇になる事も心配しており、海で修一が消えた時には誘拐されたと大騒ぎし理久を驚かせた。修一が女装登校した際は彼よりも先に登校拒否し、修一の行為をなじるが、裏では彼が傷つかないように友人関係へ根回しまでしている。
瀬谷理久（せや りく）
声 - 松岡禎丞
2巻から登場。真穂のクラスメート。初登場時は中学1年生で、諒（じゅん）という弟がいる。
当初は隣の席になった真穂に好意を寄せていたが、ある日ノートを届けに二鳥家を訪問した際遭遇した女の子（=修一）を一目見て気に入ってしまう。その後、真穂に頼み込んで念願のデートをセッティングしてもらうが、修一の告白で彼が男だと知り、「恋とは何か」と悩む。後に真穂から告白され、交際するようになる。修一のことも気にかけており、修一が不登校になった際には励ましの言葉をかけている。
末広安那（すえひろ あんな）
声 - 堀江由衣
3巻から登場。通称「あんなちゃん」。モデル。モデル仲間の麻衣子と仲が良い。
プロ意識が高く、プライドの高さと辛辣な物言いゆえに、周囲から反感を持たれることも多い。外見のクールさも手伝って冷たい印象を与えるが、実際には華やかで女の子らしい性格で、深く知りあってからよしのと修一の抱いた印象も「優しい人」というものだった。真穂に連れられて撮影現場にきた修一が自分の女装姿に見惚れているところを目撃し、「変態」と言ったため、彼から苦手意識を持たれてしまう。その後も何かと修一にちょっかいを出すようになる。
修一への好意を否定してきたが、修一から告白され、付き合い始める。交際を始めてからは、それまでの態度とは一転して彼のことを可愛がるようになった。修一のことを「妹みたい」と表現し、彼を女装させたりすることも。だが、修一が女装して登校した事を知りショックを受け彼女を続ける自信がなくなり、元の友人に戻ろうと切り出すが、彼女の素直な気持ちを聞かされた修一は自らの安那への想いを再確認し、交際は続けられる事となった。
修一の「女の子になりたい」という気持ちを理解しつつ、高校進学後の修一を次第に「男」として意識するようにもなってきた。
佐藤環（さとう たまき）
声 - 儀武ゆう子
3巻から登場。新米モデル。通称「たまきちゃん」。背が高い。彼氏あり。他の同期の新米モデルとは一線を画し、仕事に真面目に取り組んでいる。
麻衣子（まいこ）
声 - 高部あい
モデル。周りからは「麻衣子ちゃん」と呼ばれている。売れっ子モデルから歌手活動なども行ない、マルチな活躍をしている真穂の憧れの人。
安那と親しいが、安那のきつい言動をたしなめることも。おっとりした性格であるが、内輪ではきわどい話をする事もあり、安那に「清純派」売りなのは間違いだと言われている。会話の端々に優れた洞察力と大人の度量を見せる傑物。普段は眼鏡をかけている。高校入学後は伸ばしていた髪を切って、イメージチェンジをした。

### 学校の先生
中澤先生（なかざわせんせい）
修一達の通う小学校の先生。連載開始時は真穂の担任。事故で遅れることになった三浦先生の代わりに修一をクラスに紹介する。修一を女の子と間違えた。修一が憧れたり、ユキから「あなたみたいな人がすっごく好み」と言われるほど美人で、教師としての評価も高い。
三浦先生（みうらせんせい）
修一達の通う小学校の先生。連載開始時は修一の担任。学校へは毎日自転車で通勤している。宝塚ファンで“6年生を送る会”の出し物を『ベルサイユのばら』に決定させた。
山崎先生（やまざきせんせい）
修一達の通う小学校の先生。修一たちが6年生に上がった時の6年1組の担任。非常にさわやかな男の先生。
税所学（さいしょ まなぶ）
声 - 中井和哉
修一達の通う中学校の先生。新米先生で担当教科は国語。朝が弱く、しょっちゅう遅刻をする。自分の受け持ったクラスがあまりに自身の中学時代を再現（1年生担当時）しているため、苦手意識を抱いている。ミステリー好きでカラオケが嫌い。本人曰く、「現在は」恋人はいない。教壇に立ちながらもあれこれと頭の中で妄想し、そのままトリップする傾向がある。メンバーの中学卒業後、保健室登校していた修一の面倒を見ていた「保健の先生」と結婚した。
兼田健太郎（かねだ けんたろう）
声 - 近藤孝行
修一達の通う中学校の先生。修一達の通う中学校のOBで、中学時代の同級生と結婚した。1子の父。クールで少し変わり者、飄々とした性格。『敷居の住人』の主要人物でもある。

### クラスメート
小林（こばやし）
声 - 寿美菜子
修一のクラスメート。通称「小林さん」。眼鏡をかけている。
5年生の時、“6年生を送る会”の出し物『ベルサイユのばら』の台本を担当した。6年生の時は修一とともに修学旅行の実行委員になる。中学では演劇部に入部し、小学校の時に行なった劇を演劇部の先生に紹介する。
石井（いしい）
修一が5年生の時のクラスメート。『ベルサイユのばら』にて最初ロザリー役だったが、修一の方がロザリーに向いているという意見が多数を占めたために、オスカルと交換することになった。
相川（あいかわ）
修一が5年生の時のクラスメート。性に興味を持ち出した小学校の高学年男子らしく、同級生の女子を触ったり、生理になったよしのをからかったりしたため、よしのに報復された。
岡孝典（おか たかのり）
声 - 田村睦心
2巻から登場。修一が6年生の時のクラスメート。伸平と仲が良い。
修学旅行の際、会話が続かなかったことをきっかけに、修一をからかい、いたずらをするようになる。いたずらの度にさおりが怒ることになり、結果的に見下されて嫌われる。そのような経緯があるため、よしの・かなこからも良く思われていない。良くも悪くも純粋な性格。中学で誠と親交を持つ。修一、誠と同じ高校に進学する。
土居伸平（どい しんぺい）
声 - 吉野裕行
3巻から登場。修一が6年生の時の別のクラスの男の子。孝典と仲が良い。
さおりに対して好意を持っていたようだが、さおり本人からは見下されて嫌われていた。修一をからかった諍いから、さおりを殴ってしまったこともあった。そのため、よしの・かなこにも良く思われていない。中学入学後にたまたま見かけたユキさんが男性である事実を知り、修一に女装で登校するように促す。姉がおり、真穂と同じクラスでバレー部所属。さおりに対する好意は報われなかったが、最終話にて和解した。
修一・誠・孝典らと同じ高校に進学し、男子テニス部に所属。
山本（やまもと）
よしのとさおりの高校の同級生。入学式当日からさおりに一目惚れするが、それ以上の行動はほとんど起こせずにいる。劇中唐突に、「増田と13年後に結婚する」と紹介された。
増田加代子（ますだ かよこ）
よしのとさおりの高校の同級生。入学式当日からよしのを男性と間違えて一目惚れするが、勘違いと分かってからも度々「かっこいい」とうっとりしている。劇中唐突に、「山本と13年後に結婚する」と紹介された。
皆本（みなもと）
修一が5年生の時のクラスメート。高校1年生時に修一と道端で再会し、修一が女装してバイトしている喫茶店に度々お客としてやって来るようになる。その後、クラス会を企画する。
城ヶ崎（じょうがさき）
皆本の友だち。普段は小説を書いている。皆本が喫茶ブラジルへ一緒に連れて行き、小学校の同級生として修一を紹介した。
修一の女装姿を見抜き、「女装する男の人の心理を取材させて欲しい」と持ち込んでくる。たまたま最初の“取材”時に泰一朗とみどりを目撃し、修一と結びつけた。
修一は彼女に取材されることをあまり快く思っておらず、度々拒絶しているが、彼女も負けじと「喫茶ブラジルのアルバイトを紹介して欲しい」と持ちかけるなど、着々と修一の外堀を埋めつつある。

### 主要人物の家族
二鳥ママ
声 - 大原さやか
修一・真穂の母親。本名：二鳥さとみ。主婦で優しいお母さん。
いたずらが過ぎる真穂には少々厳しく、修一にはやや甘い。大らかで気前のよい性格だが、修一が女の子になりたいという思いを持っていることには気付いていなかった。修一の女装癖を知りショックを受ける。
二鳥パパ
声 - 宮坂俊蔵
修一・真穂の父親。本名：二鳥博之。サラリーマン。優しいお父さん。
修一の女装癖を知りとまどいを見せるが、受け入れて向き合おうとする。父母（修一たちの父方の祖父母）ともに健在で、祖父母は進学祝に孫達にブックカバーをプレゼントした。
高槻ママ
声 - 慶長佑香
よしのの母親。成長するにつれて、時々暴走するようになる娘に手を焼いている。よしのには女の子らしく可愛らしい服を着て欲しいと思っているが、よしのは反発している。
高槻パパ
よしのの父親。宝塚ファンで、娘には宝塚に入って欲しいと思っているがよしのは冗談じゃないと思っている。
高槻兄
よしのの兄。妹のよしのとは若干年が離れている。よしのが中学入学後に着始めた男子の制服はこのお兄さんのお下がりである。
高槻姉
よしのの姉。妹のよしのとは若干年が離れている。中学時代は締め付けの厳しい学校に通っていたらしい。
さおりママ
声 - 小堀友里絵
さおりの母親。のんびりおっとりしている不思議ママ。娘には甘い。情緒不安定気味のさおりに振り回されつつも温かく見守っている。娘の数少ない友人である修一やよしのに対しても温かい視線を向ける。お休みの日には娘と美術館巡りなどして優雅な休日を過ごしているらしい。
佐々ママ
声 - 水原薫
かなこの母親。せっかちでよく怒るらしい。修一や誠を娘の彼氏と勘違いしたりとそそっかしい面もある。
有賀ママ
声 - 田頭里奈
誠の母親。パン屋「ありがベーカリー」を営んでいる。よく笑い息子以上におしゃべり。豪快な性格でよく息子をからかう。

### その他の登場人物
二宮文弥（にのみや ふみや）
声 - 水原薫
さおりが通った教会で出会った男の子。修一やさおりたちより1歳年上で、眼鏡をかけている。花屋の息子。おしゃべりで、軽めな性格の少年。
修一を「オカマ」と馬鹿にしていた一方、彼がさおりから好意を寄せられていることに対抗意識を燃やす。さおりに興味を持って積極的にアプローチをかけているが、その無神経さゆえに嫌われている。
女の子になりたいとは思っていないが、修一の母によく似た中性的な容姿で、女の子の服を着ることに抵抗感がない。さおりの気を引くためにたびたび女装をし（さおりに女の子の服を着せられたことがきっかけ）、「女の子の格好をすること」が周囲に拒絶されたことについて悩んでいた修一の憧れの的になる。文弥の側も最初は馬鹿にしていた修一に対して、悩みの相談に応じるようになり、彼なりに修一のことを可愛がっているようである。
修一と誠が通っている高校に入学してきたため、二人の先輩になった。クリスマスの日、さおりと初めて出会った教会で、自分の無神経な発言や態度を反省して「奥ゆかしくなるから」と宣言。さおりに交際を申し込み、OKを貰った。
喫茶ブラジルのオーナー
本名は「史江（ふみえ）」。修一の女装姿を見抜けないまま女の子として二鳥をウエイトレスに雇い入れるが、履歴書を持ち込む際に事実を告白され驚く。しかし修一をやめさせることはしなかった。お店のブログを書いている。
女装する修一を見て、「学校に来なくなっちゃった中学生時代の同級生」を回想する。一緒にお店を回す夫がいる。
喫茶ブラジルの“おじいちゃん”
オーナーの義父。女装している修一を女の子だと思っており、オーナーから「混乱して倒れてしまいそうだから、おじいちゃんには女装していることは秘密にしておいてほしい」と言われている。

## 制作
志村は、「ぼくは、おんなのこ」では「ある日、世界中の性別が逆転する」という展開を描いた。そこで本作では「女の子になりたい男の子、男の子になりたい女の子」がいる普通の世界を描こうとした。志村は「ぼくは、おんなのこ」に登場する、男の子になりたかった女の子の話を本作で詳しく描こうと考えたが、その際、（女の子になりたい）男の子も主人公にすることを思いついた。そこで、最初に二鳥修一がつくられることになった。志村によれば、修一に具体的なモデルはいないが、性格は『敷居の住人』の主人公の真逆を狙ったといい、ファッションは『nicola』を参考にしたという。小学生時代から物語をスタートさせたのは、成長期や思春期の感情の機微を表現したかったためであるとしている。

## 反響
本作は、文化庁メディア芸術祭において、第10回（2006年度）および第17回（2013年度）の2度にわたって、マンガ部門・審査委員会推薦作品に選出された。
二鳥修一は、「男の娘」専門誌『わぁい!』（2010 - 2014年）で実施された媒体を問わない「男の娘」キャラクター人気投票において上位に複数回ランクインし、全15回中第10回までの総集計時点で15位であった（「男の娘キャラクターの一覧#人気投票」も参照）。

## 書籍情報
- 志村貴子 『放浪息子』 エンターブレイン〈ビームコミックス〉、全15巻
  1. 2003年8月6日発行（7月25日発売）、ISBN 4-7577-1522-6（ISBN 978-4757715226）
  2. 2004年6月7日発行（5月26日発売）、ISBN 4-7577-1805-5（ISBN 978-4757718050）
  3. 2005年1月5日発行（2004年12月25日発売）、ISBN 4-7577-2091-2（ISBN 978-4757720916）
  4. 2005年9月12日発行（8月31日発売）、ISBN 4-7577-2402-0（ISBN 978-4757724020）
  5. 2006年7月7日発行（6月26日発売）、ISBN 4-7577-2825-5（ISBN 978-4757728257）
  6. 2007年3月9日発行（2月26日発売）、ISBN 978-4-7577-3352-7
  7. 2008年1月4日発行（2007年12月25日発売）、ISBN 978-4-7577-3928-4
  8. 2008年11月6日発行（10月25日発売）、ISBN 978-4-7577-4499-8
  9. 2009年8月6日発行（7月25日発売）、ISBN 978-4-7577-4995-5
  10. 2010年4月6日発行（3月25日発売）、ISBN 978-4-04-726412-0
  11. 2011年1月4日発行（2010年12月24日発売）、ISBN 978-4-04-726940-8
  12. 2011年10月6日発行（9月24日発売）、ISBN 978-4-04-727529-4
  13. 2012年6月6日発行（5月25日発売）、ISBN 978-4-04-728068-7
  14. 2013年3月8日発行（ 2月25日発売）、ISBN 978-4-04-728696-2
  15. 2013年9月9日発行、ISBN 978-4-04-729101-0

### 日本国外での出版
台湾、韓国、米国で翻訳され出版されている。台湾版タイトルは「放浪男孩」、韓国版タイトルは「방랑소년（放浪少年）」、米国版タイトルは「wandering son」。英訳版は、米国ヤングアダルト図書館サービス協会（YALSA）から優れたティーンズ向けグラフィックノベルの1冊に選出されている。

## テレビアニメ
2011年1月から3月まで、フジテレビ「ノイタミナ」枠にて放送された。アニメは中学生編から描かれており、小学生編は登場人物たちのモノローグで語られている。
オンエア時の10話は本来の10話と11話の編集版を放送し、本来の12話はオンエア時は11話としての放送となった。本来の10話、11話はDVD・BDの5,6巻に収録となった。
原作のカラー原稿などで見られる水彩画調のタッチを生かした絵作りがなされ、その技術力の高さから日本映画テレビ技術協会映像技術賞の奨励賞を受賞している（受賞はAIC所属の撮影監督である加藤友宜に贈られた）。

### スタッフ
- 監督 - あおきえい[10]
- シリーズ構成・脚本 - 岡田麿里[10]
- キャラクターデザイン・総作画監督 - 牧野竜一[10]
- 小物設定・衣装デザイン協力 - 松本昌子[10]
- メインアニメーター - サトウミチオ[10]
- 美術監督 - 伊藤聖[10]
- 美術設定 - 児玉陽平[10]
- 色彩設計 - 大内綾[10]
- コンポジットディレクター（撮影監督） - 加藤友宜[10]
- 編集 - 右山章太[10]
- 音楽 - 神前暁[10]・岡部啓一[10]・帆足圭吾
- 音響監督 - 明田川仁[10]
- チーフプロデューサー - 清水博之、山本幸治
- プロデューサー - 黄樹弐悠、斎藤俊輔、木村誠
- アニメーション制作 - AIC Classic[10]
- 制作 - 放浪息子製作委員会[10]（アニプレックス、フジテレビジョン、AIC、電通、エンターブレイン）

### 主題歌
オープニングテーマ「いつだって。」
作詞・作曲・歌 - ダイスケ / 編曲 - 前口渉、飯田哲也
エンディングテーマ「For You」
作詞・作曲・歌 - Rie fu / 編曲 - Rie fu & Ryunosuke Ikoma（BOND&Co.）

### 各話リスト
| 話数                                | サブタイトル                                                       | 絵コンテ                            | 演出               | 作画監督                      | 放送日        |
| ----------------------------------- | ------------------------------------------------------------------ | ----------------------------------- | ------------------ | ----------------------------- | ------------- |
| #1                                  | おんなのこって なんでできてる? 〜Roses are red, violets are blue〜 | あおきえい                          | あおきえい         | 牧野竜一                      | 2011年1月13日 |
| #2                                  | きらい きらい 大きらい 〜Cry baby cry〜                            | あおきえい                          | 別所誠人           | 谷拓也、下司祐也 サトウミチオ | 2011年1月20日 |
| #3                                  | ロミオとジュリエット 〜Juliet and Romeo〜                          | ほしかわたかふみ                    | 阿部雅司           | 青野厚司 糸島雅彦             | 2011年1月27日 |
| #4                                  | 私の名前をあげる 〜The sound of your name〜                        | 笹嶋啓一                            | 宮脇千鶴           | 乙幡忠志 本城恵一朗           | 2011年2月3日  |
| #5                                  | 夏のおわりに 〜Long, long shadow〜                                 | 別所誠人                            | 別所誠人           | サトウミチオ 松本昌子         | 2011年2月17日 |
| #6                                  | 文化祭 〜Dream of butterfly〜                                      | あおきえい 笹嶋啓一（清書）         | 林宏樹             | サトウミチオ 松本昌子         | 2011年2月24日 |
| #7                                  | 薔薇色の頬 〜Growing pains〜                                       | イシグロキョウヘイ                  | イシグロキョウヘイ | 愛敬由紀子                    | 2011年3月3日  |
| #8                                  | 春 〜Brand new me〜                                                | 別所誠人 笹嶋啓一（清書）           | 荒井省吾           | 松井理和子 石本英治           | 2011年3月10日 |
| #9                                  | かっこいい彼女 〜Green eye〜                                       | あおきえい 笹嶋啓一（清書）         | 吉川浩司           | 青野厚司 渡辺浩二             | 2011年3月17日 |
| #10 （TVオンエア版）                | 10+11 〜Better half〜                                              | 林宏樹、あおきえい 笹嶋啓一（清書） | 林宏樹 別所誠人    | 谷拓也、サトウミチオ 松本昌子 | 2011年3月24日 |
| #10 （未放映）                      | ぼくだけ笑われた 〜Black sheep〜                                   | 林宏樹                              | 林宏樹             | 谷拓也                        | 2011年8月24日 |
| #11 （未放映）                      | 告白 〜Each season〜                                               | あおきえい 笹嶋啓一（清書）         | 別所誠人           | サトウミチオ 松本昌子         | 2011年9月21日 |
| #11 （TVオンエア版） #12 （未放映） | 放浪息子はどこまでも 〜Wandering son’s progress〜                  | あおきえい 笹嶋啓一（清書）         | あおきえい         | 牧野竜一                      | 2011年3月31日 |

本編中のサブタイトル表記は「○○ 〜話数*○○〜」。

### 放送局
| 放送地域   | 放送局     | 放送期間                                      | 放送日時                              | 放送系列       | 備考                             |
| ---------- | ---------- | --------------------------------------------- | ------------------------------------- | -------------- | -------------------------------- |
| 関東広域圏 | フジテレビ | 2011年1月13日 - 3月31日                       | 木曜 25:15 - 25:45                    | フジテレビ系列 | 製作委員会参加 ノイタミナ枠第2部 |
| 近畿広域圏 | 関西テレビ | 2011年1月18日 - 4月12日                       | 火曜 26:05 - 26:35                    | フジテレビ系列 | アニメわ〜く!第2部               |
| 中京広域圏 | 東海テレビ | 2011年1月20日 - 4月7日                        | 木曜 26:35 - 27:05                    | フジテレビ系列 |                                  |
| 日本全域   | BSフジ     | 2011年2月26日 - 4月2日 2011年4月9日 - 5月14日 | 土曜 25:30 - 26:00 土曜 26:00 - 26:30 | BSデジタル放送 | ノイタミナ枠第2部                |

| フジテレビ ノイタミナ 第2部 | フジテレビ ノイタミナ 第2部 | フジテレビ ノイタミナ 第2部               |
| 前番組                      | 番組名                      | 次番組                                    |
| --------------------------- | --------------------------- | ----------------------------------------- |
| 屍鬼                        | 放浪息子                    | あの日見た花の名前を 僕達はまだ知らない。 |

### BD / DVD
| 巻 | 発売日        | 収録話   | 規格品番        | 規格品番        | 出典   |
| 巻 | 発売日        | 収録話   | BD              | DVD             | 出典   |
| -- | ------------- | -------- | --------------- | --------------- | ------ |
| 1  | 2011年4月27日 | #1、#2   | ANSX-9841～9842 | ANSB-9841～9842 | [ 11 ] |
| 2  | 2011年5月25日 | #3、#4   | ANSX-9843～9844 | ANSB-9843～9844 | [ 11 ] |
| 3  | 2011年6月22日 | #5、#6   | ANSX-9845～9846 | ANSB-9845～9846 | [ 11 ] |
| 4  | 2011年7月27日 | #7、#8   | ANSX-9847～9848 | ANSB-9847～9848 | [ 11 ] |
| 5  | 2011年8月24日 | #9、#10  | ANSX-9849       | ANSB-9849       | [ 11 ] |
| 6  | 2011年9月21日 | #11、#12 | ANSX-9850       | ANSB-9850       | [ 11 ] |

## 参照資料
- 『ユリイカ：特集=男の娘 —“かわいい”ボクたちの現在—』2015年9月号、青土社、2015年8月27日。ISBN 978-4791702947。
  - 日高利泰「彷徨う者たちの倫理：来るべき志村貴子論のために」、158-166頁。 NAID 40021145042。